# Marcin Radzewicz
Marcin Radzewicz (ur. 30 czerwca 1980 w Jastrzębiu-Zdroju) – polski piłkarz grający na pozycji pomocnika, reprezentant Polski.

## Przebieg kariery
Radzewicz w piłkę nożną zaczął grać w szkółce piłkarskiej MOSiR Jastrzębie-Zdrój. W 1996 przeniósł się do drużyny juniorów Odry Wodzisław Śląski. Po przekroczeniu granicy wieku juniora przeniósł się do trzecioligowej drużyny MK Górnik Katowice, ponieważ nie dostał się do pierwszego składu seniorów Odry i miał grać w jej czwartoligowych rezerwach. W katowickim klubie rozegrał kilka spotkań, jednak przydarzyła mu się kontuzja i musiał pauzować przez dłuższy okres. Później przeniósł się do BBTS Bielsko-Biała. W bielskiej drużynie grał kilka miesięcy i wrócił do Katowic, ale nie do Górnika do Rozwoju. Występował w tej drużynie w rundzie wiosennej sezonu 2000/01, po czym wrócił do rodzinnego miasta, by rozpocząć występy w Górniku Jastrzębie. Po roku podpisał kontrakt z Piastem Gliwice, w którym był liderem zespołu. Z tą drużyną awansował do drugiej ligi, a w sezonie strzelił sześć bramek i asystował przy czternastu. Otrzymał dzięki temu kilka propozycji gry dla klubów ekstraklasy, spośród których wybrał możliwość występów w Odrze Wodzisław Śląski.
Dobra gra w tym zespole sprawiła, że w grudniu 2003 otrzymał powołanie do reprezentacji Polski na mecze z Maltą i Litwą. Po zakończeniu sezonu przeszedł do Dyskobolii Grodzisk Wielkopolski, z którym w 2005 zdobył Puchar Polski. W 2006 wrócił na Śląsk, by ponownie reprezentować barwy wodzisławskiej Odry. Po jednym sezonie przeniósł się do Polonii Bytom, gdzie z półroczną przerwą na grę w Piaście Gliwice spowodowaną nieporozumieniami finansowymi. Następnie występował w Arce Gdynia. W latach 2014–2017 grał w GKS Tychy.
10 sierpnia 2018 podpisał kontrakt z KKS 1925 Kalisz.

## Statystyki

### Reprezentacyjne
| Mecze i gole w reprezentacji | Mecze i gole w reprezentacji | Mecze i gole w reprezentacji | Mecze i gole w reprezentacji | Mecze i gole w reprezentacji | Mecze i gole w reprezentacji | Mecze i gole w reprezentacji |
| #                            | Data                         | Miasto                       | Przeciwnik                   | Gol                          | Wynik                        | Rozgrywki                    |
| ---------------------------- | ---------------------------- | ---------------------------- | ---------------------------- | ---------------------------- | ---------------------------- | ---------------------------- |
| 1.                           | 11.12.2003                   | Ta’ Qali                     | Malta                        |                              | 4:0                          | towarzyski                   |
| 2.                           | 14.12.2003                   | Ta’ Qali                     | Litwa                        |                              | 3:1                          | towarzyski                   |